# Baske
Baske je vrch v Strážovských vrších s nadmořskou výškou 955 m n. m. Na vrcholu se nachází stejnojmenná chata s možností ubytování.

## Poloha
Vrch leží jižně od obce Omšenie, v katastrálním území Dolní Poruby v okrese Trenčín. Je nejvyšším vrchem geomorfologickému části Bašky, ležící v západní části podcelku Zliechovská hornatina v Strážovských vrších.

## Geologie
Masiv Baske, spolu s okolními vrcholy Žihľavník a Ostrice tvoří triasové karbonáty hlavně vápence, méně dolomity, tektonické jednotky Hronikum  .

## Dostupnost
Přes vrch Baske vede žluté a modré turistické značení.
- po  žluté značce ze Slatinky nad Bebravou
- po  modré značce:
  - z Krásnej Vsi přes rozc. Uhliská s napojením na 
  - z Omšenie s pokračováním do sedla Trtavka nad Čiernou Lehotou [4]